# Libice nad Doubravou
Libice nad Doubravou è un comune mercato della Repubblica Ceca facente parte del distretto di Havlíčkův Brod, nella regione di Vysočina.